# 집착
집착(執着)은 어떤 것에 대해 계속해서 얽매여, 계속해서 마음이 쓰이는 것을 말한다.
주로 게임에 집착하는 게임중독, 애인에게 집착하는 것도 있다.

## 같이 보기
- 고착
- 고정 관념
- 강박장애
- 스토킹
- 정신병